# Francesco Righetti
Francesco Righetti (anche conosciuto in spagnolo come Francisco Righetti; Breno, 1835 – Rosario, 1917) è stato un architetto svizzero naturalizzato argentino. 
È l'architetto del Palazzo Legislativo di Salta e dei campanili della Chiesa di San Francisco e della Chiesa di La Viña, che sono tra i campanili più alti dell'Argentina e che furono progettati dal tedesco José Enrique Rauch e la loro costruzione diretta da Righetti. Partecipò anche all'ultima ristrutturazione della Cattedrale di Salta e alla progettazione della Plaza Güemes.
Ha completato i suoi studi primari e secondari in Svizzera e i suoi studi universitari nel suo paese natale, in Italia e in Austria. I suoi primi lavori furono nella Svizzera meridionale e nell'Italia settentrionale. Nel 1876, mentre lavorava a Genova, fu assunto per lavorare in Argentina. Nello stesso anno fondò a Salta l'impresa di costruzioni Francisco Righetti y Cía. Morì a Rosario, nella provincia di Santa Fe, nel 1917.

## Vita personale
Righetti era sposato con Josefa Ferrini e aveva una figlia di nome Albertina.